# Schachtelmorphem
Ein Schachtelmorphem, auch Portmanteaumorphem oder Portemanteaumorphem genannt, ist eine phonologisch-morphemische Einheit, in der die Eigenschaften von mehreren Morphemen so verschmelzen, dass diese Einheit nicht mehr in Morphe zerlegt werden kann. Beispiele hierfür sind:
- im Deutschen: sind (Verbstamm von sein + 1./3. Person Plural); bei den anderen Verben können diese Formen zerlegt werden: geh-en, spiel-en. In der Literatur oft genannt werden auch die Beispiele am und im (Präposition an bzw. in + Artikel im Dativ Singular Maskulinum/Neutrum dem).
- du (de + le) und au (à + le) im Französischen.

Statt Portmanteaumorphem wird gelegentlich auch der Terminus Portmanteau-Allomorph verwendet.